# Sicyosperma
Sicyosperma é um género botânico pertencente à família Cucurbitaceae.